# Сангихе
Сангихе (инд. Sangihe) је група острва на истоку Целебеског мора. Она је део индонежанске провинције, Северни Сулавеси. Простире се на 1.056 километара квадратних и има популацију од 189.676 становника (2010).

## Географија и природа
Сангихе острва су наставак полуострва Минахаса. Настао је као резултат померања тектонских плоча и касније вулканском активношћу. И данас постоје активни вулкани, а један од њих је вулкан Аву (1.320 m) на острву Сангир. Обала острва је окружена коралним гребенима. Клима је екваторијална, под утицајем тропских циклона који се јављају у периоду монсуна (октобар - април).
Падине вулкана су прекривене шумама и планинским ливадама. На острву постоје осам ендемичних врста.

## Историја
Археолошка налазишта показују да су острва била насељена пре око пет хиљада година. Савремене домороце чине Сангирци - индоевропски народ. Њихови преци су стигли на Сангихе острва пре I миленијума пре нове ере. Према легенди од XIV до XV века на острвима није постојала засебна држава. 1677. године Сангихе острва су били колонија Холандије. 
Од 1950. године острва су била под влашћу независне Индонезије.

## Економија
Острва су са седиштем провинције, Мaнадом повезане трајектом. Због лоших саобраћајних веза туризам није важан привредни сектор. Локално становништво се бави пољопривредом, рибарством и поморском трговином.